# Howard Ferguson (Politiker)

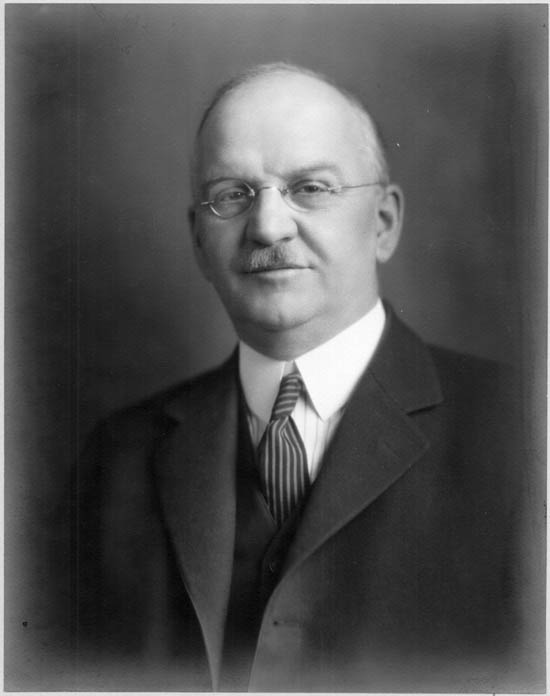
George Howard Ferguson

George Howard Ferguson PC (* 18. Juni 1870 in Kemptville, Ontario; † 21. Februar 1946 in Toronto, Ontario) war ein kanadischer Politiker, der zwischen 1919 und 1930 Vorsitzender der Conservative Party of Ontario sowie zeitgleich von 1923 bis 1930 Premierminister von Ontario war. Danach war er zwischen 1930 und 1935 Hochkommissar im Vereinigten Königreich sowie später von 1945 bis zu seinem Tod Kanzler der University of Western Ontario.

## Leben

### Mitglied der Legislativversammlung und Parteivorsitzender
Ferguson begann nach dem Schulbesuch zunächst ein grundständiges Studium an der University of Toronto sowie danach ein postgraduales Studium der Rechtswissenschaften an der Osgoode Hall Law School der York University. Nach dessen Abschluss sowie erfolgter anwaltlicher Zulassung nahm er 1894 eine Tätigkeit als Rechtsanwalt in seiner Geburtsstadt Kemptville auf. Dort war er zeitweise als Mitglied des Gemeinderates sowie als Reeve in der Kommunalpolitik tätig.
Seine politische Laufbahn begann Ferguson, als er bei der Wahl vom 25. Januar 1905 erstmals zum Mitglied der Legislativversammlung von Ontario gewählt wurde und dort den Wahlkreis Grenville vertrat.
Am 22. Dezember 1914 wurde er von Premierminister William Hearst in die Regierung der Provinz Ontario gerufen und fungierte bis zum Ende von Hearsts Amtszeit am 14. November 1919 als Minister für Ländereien, Forsten und Bergbau.
Nach der Niederlage der Conservative Party bei der Wahl vom 20. Oktober 1919 wurde Ferguson Nachfolger von Hearst als Parteivorsitzender.

### Premierminister von Ontario 1923 bis 1930

#### Wahlsieg 1923
Er war Spitzenkandidat der Conservative Party of Ontario bei der darauf folgenden Wahl zur Legislativversammlung am 25. Juni 1923. Bei dieser Wahl gingen die Konservativen wieder als stärkste Kraft hervor und konnten 50 Mandate hinzugewinnen, so dass sie statt 25 nunmehr über 75 Sitze in der 111-köpfigen Legislativversammlung und damit über eine absolute Mehrheit verfügten. Die bis dahin regierende Partei der United Farmers of Ontario (UFO) des bisherigen Premierministers Ernest Charles Drury verlor 28 ihrer 45 Sitze und war mit 17 Mandaten nur noch zweitstärkste Fraktion im Parlament. Drittstärkste Kraft wurde die Ontario Liberal Party (LP), die allerdings 15 Sitze verlor und nur noch 14 Abgeordnete stellte. Der bisherige Koalitionspartner der UFO, die Labour Party, verlor sieben ihrer elf Mandate und war in der Legislativversammlung als viertstärkste Kraft nur noch mit vier Abgeordneten vertreten. Darüber hinaus war ein Parteiloser im Parlament vertreten.
Am 16. Juli 1923 wurde Ferguson Nachfolger von Drury und damit 9. Premierminister von Ontario. Während seiner Amtszeit übernahm er vom 16. Juli 1923 bis zum 15. Dezember 1930 auch das Amt des Erziehungsministers und war ferner zugleich vom 2. März bis zum 18. Oktober 1926 Minister für Ländereien und Forsten.

#### Wahlsieg 1926 und politische Entscheidungen
Bei der Wahl zur Legislativversammlung am 1. Dezember 1926 konnte Ferguson mit seiner Conservative Party ihre Vormachtstellung klar behaupten. Sie verlor zwar einen Sitz, verfügte aber mit 74 der 112 Sitze weiterhin über eine komfortable Mehrheit. Zweitstärkste Kraft wurde diesmal die Ontario Liberal Party, die sich von 14 Mandaten um neun Sitze verbessern konnte und jetzt 23 Parlamentarier stellte. Drittstärkste Fraktion wurde die Progressive Partei, die auf Anhieb elf Sitze gewann. Nahezu bedeutungslos waren die früheren Partner der Koalitionsregierung von 1919 bis 1923: Die United Farmers of Ontario verloren 14 ihrer 17 Sitze und stellten nur noch drei Abgeordnete, während die Labour Party drei Abgeordnete verlor und nur noch mit einem Mandatsträger in der Legislativversammlung vertreten war.
Während seiner Amtszeit führte Ferguson mehrere Reformen durch, die auch die Änderung von politischen Entscheidungen früherer konservativer Regierungen betrafen. Das im Juli 1912 von der konservativen Regierung von Premierminister James Whitney eingeführte umstrittene Reglement 17, das den Schulunterricht der Minderheit der Franko-Ontarier in französischer Sprache stark einschränkte, wurde 1927 von seiner Regierung aufgehoben. Dieser Erlass stieß zuvor bei den Frankokanadiern auf erbitterten Widerstand. Der Journalist Henri Bourassa schmähte die Regierung als „die Preußen von Ontario“, eine Anspielung auf die deutsch-französische Erbfeindschaft, die zum Ersten Weltkrieg geführt hatte. Das Reglement 17 konnte nie vollständig umgesetzt werden.
Ebenfalls 1927 wurde die 1916 von Premierminister Hearst eingeführte Prohibition aufgehoben. Die Provinzregierung regulierte jedoch die Produktion und den Verkauf von Alkohol in erheblichem Maße, so dass bis heute hochprozentige alkoholische Getränke nur in Läden des Liquor Control Board of Ontario verkauft werden dürfen.

#### Wahlsieg 1929 und Rückzug aus der Provinzpolitik
Die Wahl zur Nationalversammlung am 30. Oktober 1929 wurde für Premierminister Ferguson und seine Conservative Party zu einem überwältigen Triumph. Die Partei gewann 18 Mandate hinzu und verfügte nunmehr über 92 Sitze im 112-köpfigen Parlament. Die Liberale Partei verlor ihre bei der letzten Wahl hinzugewonnenen neun Sitze wieder und stellte damit nur noch 14 Abgeordnete. Auch die Progressive Partei büßte an Stimmen ein und verlor sieben ihrer elf Sitze wieder, so dass sie nun lediglich mit vier Parlamentariern vertreten war. Die United Farmers und die Labour Party stellten in der neuen Legislativversammlung jeweils nur noch einen Abgeordneten.
Die konservative Regierung Fergusons stand Gewerkschaften und Einwanderern ablehnend gegenüber. Sie war nach dem Beginn der Weltwirtschaftskrise nicht darauf vorbereitet, den Tausenden von Arbeitnehmern soziale Sicherheit zu bieten, die durch die Depression ihre Arbeit verloren hatten und in Armut gerieten. Des Weiteren stand seine Regierung den Plänen der Bundesregierung ablehnend gegenüber, die die Einführung einer Altersrente plante.
Am 16. Dezember 1930 trat Ferguson nach mehr als siebenjähriger Amtszeit als Premierminister zurück und wurde daraufhin von George Stewart Henry abgelöst, der auch sein Nachfolger als Vorsitzender der Conservative Party of Ontario wurde.

### Hochkommissar im Vereinigten Königreich

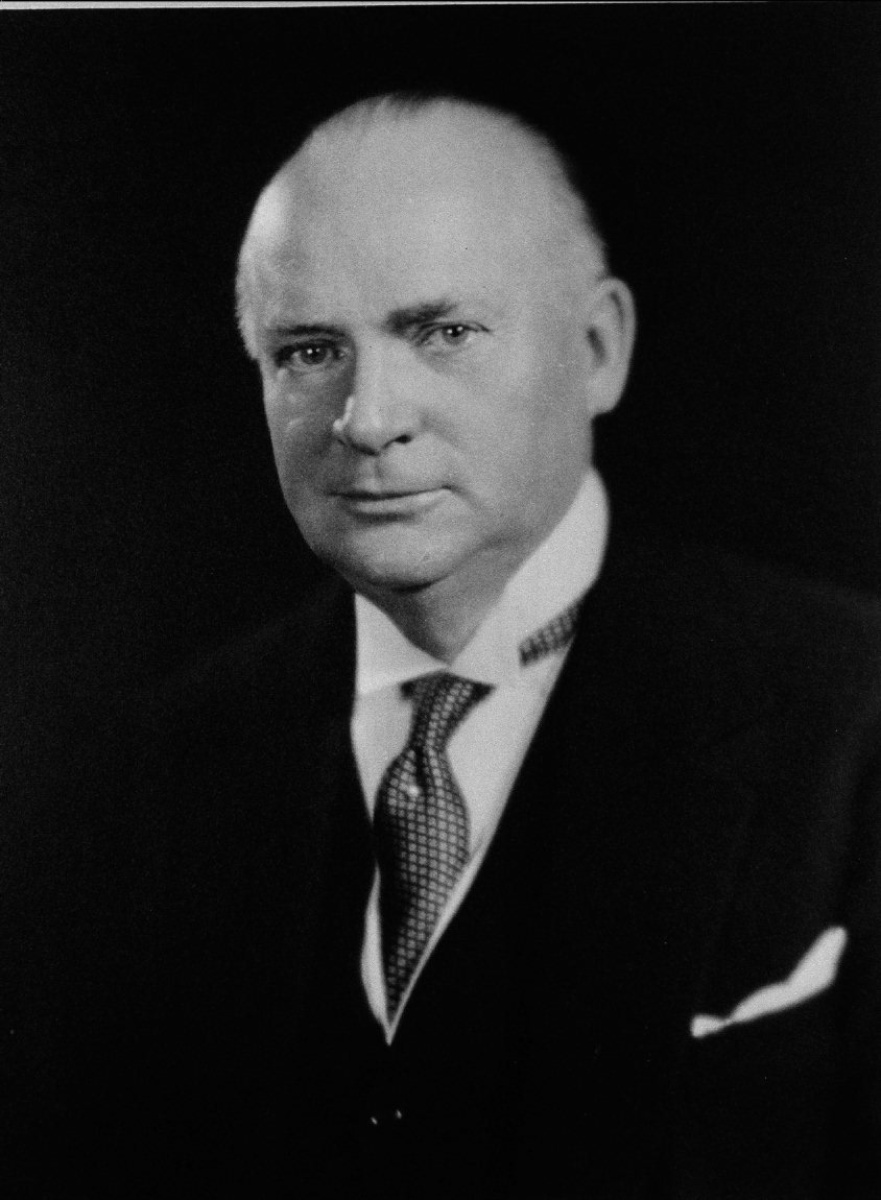
Premierminister Richard Bedford Bennett ernannte Ferguson 1930 zum Hochkommissar im Vereinigten Königreich

Vor seinem Rückzug aus der Provinzpolitik wurde er am 28. November 1930 als Nachfolger des verstorbenen Peter Charles Larkin sowie einer vorübergehenden kommissarischen Amtsführung durch Lucien Turcotte Pacaud Hochkommissar von Kanada im Vereinigten Königreich und damit diplomatischer Vertreter im Mutterland. Die ursprünglich vorgesehene Ernennung des bisherigen Botschafters in den USA, Vincent Massey, wurde nach der Wahlniederlage der Liberalen Partei von Premierminister William Lyon Mackenzie King bei der kanadischen Unterhauswahl vom 28. Juli 1930 durch den neuen Premierminister Richard Bedford Bennett von der Konservativen Partei widerrufen.
Dieses Amt bekleidete Ferguson fünf Jahre lang, ehe er nach dem nunmehrigen Wahlsieg der Liberalen Partei bei der Unterhauswahl am 14. Oktober 1935 und dem neuerlichen Amtsantritt von Premierminister William Lyon Mackenzie King durch Vincent Massey abgelöst wurde.
Zuletzt wurde er 1945 Kanzler der University of Western Ontario und bekleidete diese Funktion bis zu seinem Tod am 21. Februar 1946.
Nach seinem Tod wurde Ferguson auf dem Mount Pleasant Cemetery beigesetzt.